# Ivosidénib
L'ivosidénib est un anticancéreux inhibiteur de l'IDH1. Il a été approuvé pour la première fois en 2018 dans le traitement des leucémies aiguës myéloïdes (LAM).

## Données cliniques
Cette molécule a été testée, avec une certaine efficacité, sur plusieurs cancers avec mutation sur le gène IDH1, dont les leucémies aiguës myéloblastiques, les gliomes ou les cholangiocarcinomes.

### Indications
L'AMM américaine a été octroyée initialement en 2018 par la FDA. L'indication retenue est la LAM avec mutation de l'IDH1 sensible à l'ivosidénib dans certaines situations :
- traitement des patients adultes atteints de LAM en rechute ou réfractaire avec une mutation sensible ;
- traitement des patients adultes atteints d'une LAM nouvellement diagnostiquée, âgés de plus de 75 ans ou dont les comorbidités empêchent l'utilisation de chimiothérapie intensive.

La mutation du gène de l'IDH1 apparaît dans 6 à 10 % des LAM.
Elle peut être employée seule, ou en association avec de l'azacitidine.

### Effets indésirables
Les effets indésirables décelés pendant les essais cliniques sont :
- Allongement de l'intervalle QT
- Syndrome de Guillain-Barré